# Рашко Сугарев (награда)
Наградата „Рашко Сугарев“ е българска литературна награда за най-добър публикуван разказ, учредена в памет на писателя Рашко Сугарев. От 1998 до 2007 г. тя се връчва в родния град на Рашко Сугарев, Пловдив, от Национален дарителски фонд „13 века България“. От 2008 до 2017 г. церемонията по връчването на наградите се провежда в книжарница „Хеликон“ на бул. „Патриарх Евтимий“ в София.
Сред отличените автори са: Алек Попов, Борис Минков, Георги Господинов, Йорданка Маргаритова, Йордан Ефтимов, ВБВ, Мирослав Димитров, Николай Фенерски, Ангел Игов, Момчил Николов, Емануил А. Видински, Стоил Рошкев, Йорданка Белева и други.
Журито на наградата е с председател Димитър Коруджиев и членове Георги Величков, Любен Петков, Деян Енев и Теодора Димова (след кончината на Любен Петков през 2016 г.).

## Лауреати през годините
Забележка: Информацията в таблицата е непълна.
| №  | Дата            | Лауреати |
| -- | --------------- | --- |
| 1  | 1998            | - I награда: Георги Господинов – „Осмата нощ“ - II награда: Милена Авонеди – „Нощно пътуване“ - II награда: Борис Минков |
| 2  | 1999            | - Алек Попов |
| 3  | 2000            | - ВБВ – „Времето в органите и думите (последният ден на двадесети век)“ - II награда: Женя Димова |
| 4  | 2001            | - ВБВ |
| 5  | 2002            | - Голяма награда: Момчил Николов - Ангел Игов – „Всичко“ - Невена Паскалева – „Мирисът на града“ |
| 6  | 2003            | - Радослав Парушев |
| 7  | 2004            | - I награда: Стоил Рошкев – „Каква е тая смрад бе... господа?“ - I награда: Емануил А. Видински – „4 октомври“ - I награда: Нели Лишковска – „Първият етаж“                                                                                           |
| 8  | 2005            | - I награда: Мариан Желев - Йорданка (Дана) Белева - Йордан Василев |
| 9  | 3 май 2006      | - II награда: Стефан Риков - II награда: Георги Савчев – „Ния, зодия Риби“ - II награда: Ивайло Иванов |
| 10 | 13 април 2007   | - Голяма награда: Антон Терзиев – „Ърбан йога за начинаещи“ - I награда: Силвия Томова – „Синьо“ - I награда: Красимира Джисова – „search:me“ |
| 11 | 23 април 2008   | - I награда: Андон Стайков – „Глупавата къртица“ - II награда: Мария Донева – „Една никаква история“ - III награда: Александър Шпатов – „Дванайсеее“                                                                                                  |
| 12 | 23 април 2009   | - I награда: Димитър Ганев – „Продавачът на залези“ и „Мъжките времена на съвремието“ - II награда: Васил Георгиев – „Любов“, - III награда: Александра Чаушова – „Снимки на едно тяло“                                                               |
| 13 | 22 април 2010   | - I награда: Мария Македонска – „Краен срок“ - I награда: Николай Фенерски – „Жената, която правеше торти“ - I награда: Пейчо Кънев – „Алеф“ |
| 14 | 23 април 2011   | - I награда: Оля Стоянова – „Смях“ - II награда: Тодор П. Тодоров – „Ван Гог в Париж“ - III награда: Цвета Стоева – „Най-отзад, вдясно до прозореца“                                                                                                  |
| 15 | 23 април 2012   | - I награда: Яница Радева – „Жена в гръб“ - II награда: Владимир Полеганов – „Кладенецът“ - II награда: Мирела Занева – „Крайни решения“ - III награда: Димо Димов – „Без нея“ - III награда: Бистра Величкова – „Иване, излизам!“                    |
| 16 | 23 април 2013   | - I награда: Александър Христов – „Литературният експрес“ Архив на оригинала от 2014-05-17 в Wayback Machine. - II награда: Стоян Ненов – „Il Mostro“ - III награда: Мая Петкова – „Един градски гълъб“ - III награда: Йоана Мирчева – „Песен в плик“ |
| 17 | 23 април 2014   | - I награда: Росен Карамфилов – „Между змиите“ - II награда: Надежда Дерменджиева – „Клинична депресия“ - III награда: Христо Раянов – „Вълка“ |
| 18 | 23 април 2015   | - I награда: Наталия Атанасова – „Черно-бели снимки“ - II награда: Калин Василев – „Четири мига от лятото“ - III награда: Патриция Николова – „Кадиш за неродените“                                                                                   |
| 19 | 21 април 2016   | - I награда: Зорница Гъркова – „Те никога не казват“ - II награда: Бианка-Мария Желязкова – „Бащи за осиновяване“ - III награда: Александър Цонков – „Деветият живот“                                                                                 |
| 20 | 20 април 2017   | - I награда: Мартин Колев – „Черни квадрати“ - II награда: Вержини Ованесян – „Прогноза за времето“ - III награда: Божидар Георгиев – „Ретро фото „Сладката носталгия“                                                                                |
| 21 | 23 април 2018   | - I награда: Велислав Д. Иванов – „Позорът“ - II награда: Калоян Захариев – „Нимфа от реката“ - III награда: Ралица Райкова – „Раницата“ Архив на оригинала от 2018-09-11 в Wayback Machine.                                                          |
| 22 | 23 април 2019   | - I награда: Ангел Иванов – „Добрият християнин“ - II награда: Десислава Николова – „Дексаметазон“ - III награда: Росен Карамфилов – „Приказка за един гений“                                                                                         |
| 23 | 18 юни 2020     | - I награда: Яница Христова – „Клиника „Мемориес“ - I награда: Радослав Петкашев – „В планината“ - I награда: Ангел Иванов – „От всички краища на света“                                                                                              |
| 24 | 20 май 2021     | - I награда: Йордан Д. Радичков – „Кучешки живот“ - II награда: Ралица Райкова – „Солта на земята“ - III награда: Елеонора Бойчева – „Пейката“ |
| 25 | 27 април 2022   | - I награда: Христо Раянов – „Шарана“ - II награда: Теа Монева – „Събирач на очи“ - III награда: Ивелина Добрева – „Отдел „Тежки депресии“ |
| 26 | 10 ноември 2023 | - I награда: Димана Симеонова – „Рокля с катарами“ - II награда: Кристина Димитрова – „Десет котки“ - III награда: Славея Семова – „Какво казва вятъра“                                                                                               |